# Samsung Galaxy A55 5G
 Samsung Galaxy A55 5G là điện thoại thông minh tầm trung dựa trên Android được phát triển và sản xuất bởi Samsung Electronics, chiếc máy này là một phần của Dòng Galaxy A. Được công bố vào ngày 11 tháng 3 năm 2024.